# Montagnac-d'Auberoche
Montagnac-d'Auberoche är en kommun i departementet Dordogne i regionen Nouvelle-Aquitaine i sydvästra Frankrike. Kommunen ligger i kantonen Thenon som tillhör arrondissementet Périgueux. År 2022 hade Montagnac-d'Auberoche 137 invånare.

## Befolkningsutveckling
Antalet invånare i kommunen Montagnac-d'Auberoche
Referens:INSEE